# Ивановское (Кингисеппский район)
Ива́новское — посёлок в Пустомержском сельском поселении Кингисеппского района Ленинградской области.

## История
На шведской «Генеральной карте провинции Ингерманландии» составленной по материалам 1678 года на месте современного посёлка Ивановское упоминается деревня Androfsina.
Как деревня Андровсина она обозначена на «Географическом чертеже Ижорской земли» Адриана Шонбека 1705 года; и как Андроновщина — на плане Генерального межевания Ямбургского уезда конца XVIII века.

ИВАНОВСКАЯ — мыза, принадлежит тайному советнику Блоку, число жителей по ревизии: 22 м. п., 36 ж. п.; В оной:

а) Винокуренный завод. 

б) Лесопильный завод.

в) Мукомольная мельница. (1838 год)

На карте профессора С. С. Куторги 1852 года обозначена как Мыза Блока и при ней водяная мельница.

ИВАНОВСКОЕ — деревня владельческая при реке Хревице, число дворов — 3, число жителей: 21 м. п., 19 ж. п.;

Завод винокуренный. (1862 год)

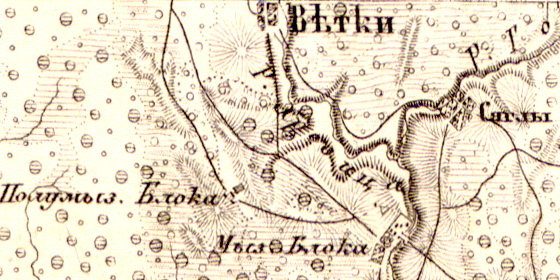
Мыза Ивановское на карте 1863 года

Согласно карте из «Исторического атласа Санкт-Петербургской Губернии» 1863 года на месте деревни Ивановское располагалась мыза Блока.
Согласно материалам по статистике народного хозяйства Ямбургского уезда 1887 года мыза Ивановская площадью 5087 десятин принадлежала дворянке Н. И. Гирс, мыза была приобретена до 1868 года, в ней была водяная мельница, лесопильный завод и недействующий винокуренный завод.
В конце XIX — начале XX века деревня и мыза Ивановское административно относились к Ястребинской волости 1-го стана Ямбургского уезда Санкт-Петербургской губернии.
По данным «Памятной книжки Санкт-Петербургской губернии» за 1905 год, мызой Ивановская площадью 4392 десятины, владела вдова тайного советника Наталья Ивановна Гирс. Кроме того, двумя участками земли мызы Ивановской площадью 20 десятин, владело «Товарищество бумагоделательной Ивановской фаборики И. А Таптыкова и О. И. Блок».
С 1917 по 1927 год деревня Ивановское входила в состав Среднесельского сельсовета Ястребинской волости Кингисеппского уезда.
Согласно данным переписи населения СССР 1926 года в селе Ивановское проживали 540 человек — большинство русские, а также эстонцы, поляки, латыши, немцы, белорусы, финны и ижоры.
С февраля 1927 года в составе Кингисеппской волости. С августа 1927 года в составе Кингисеппского района.
По данным 1933 года хутора Ивановские входили в состав Среднесельского сельсовета Кингисеппского района.
По данным 1936 года деревня Ивановское была административным центром Среднесельского сельсовета, в состав которого входили 13 населённых пунктов, 221 хозяйство и 8 колхозов.

Деревня Ивановское на карте 1940 года

Согласно топографической карте РККА 1940 года деревня насчитывала 42 двора. В деревне находились: сельсовет, лесопильный завод, бумажная фабрика и церковь.
Деревня была освобождена от немецко-фашистских оккупантов 31 января 1944 года.
С 1954 года в составе Пустомержского сельсовета.
По данным 1966 года деревня Ивановское также входила в состав Пустомержского сельсовета.
По данным 1973 и 1990 годов в состав Пустомержского сельсовета входил посёлок Ивановское.
В 1997 году в посёлке проживали 119 человек, в 2002 году — 105 человек (русские — 89 %), в 2007 году — 114.

## География
Посёлок находится в юго-восточной части района на автодороге 41К-188 (Гостицы — Большая Пустомержа).
Расстояние до административного центра поселения — 14 км.
Расстояние до ближайшей железнодорожной станции Веймарн — 13,5 км.
Через Ивановское протекает река Хревица, есть также водохранилище площадью 20 га.

## Демография
| 1838 | 1862 | 1997 | 2007 | 2010 | 2017 |
| ---- | ---- | ---- | ---- | ---- | ---- |
| 58   | ↘40  | ↗119 | ↘114 | ↗147 | ↘103 |

### Национальный состав
Согласно данным Всероссийской переписи населения 2021 года в посёлке проживали 103 человека, из них:
 русские — 100, украинцы — 2, один человек национальность не указал.

## Достопримечательности

### Храм Иоанна Богослова

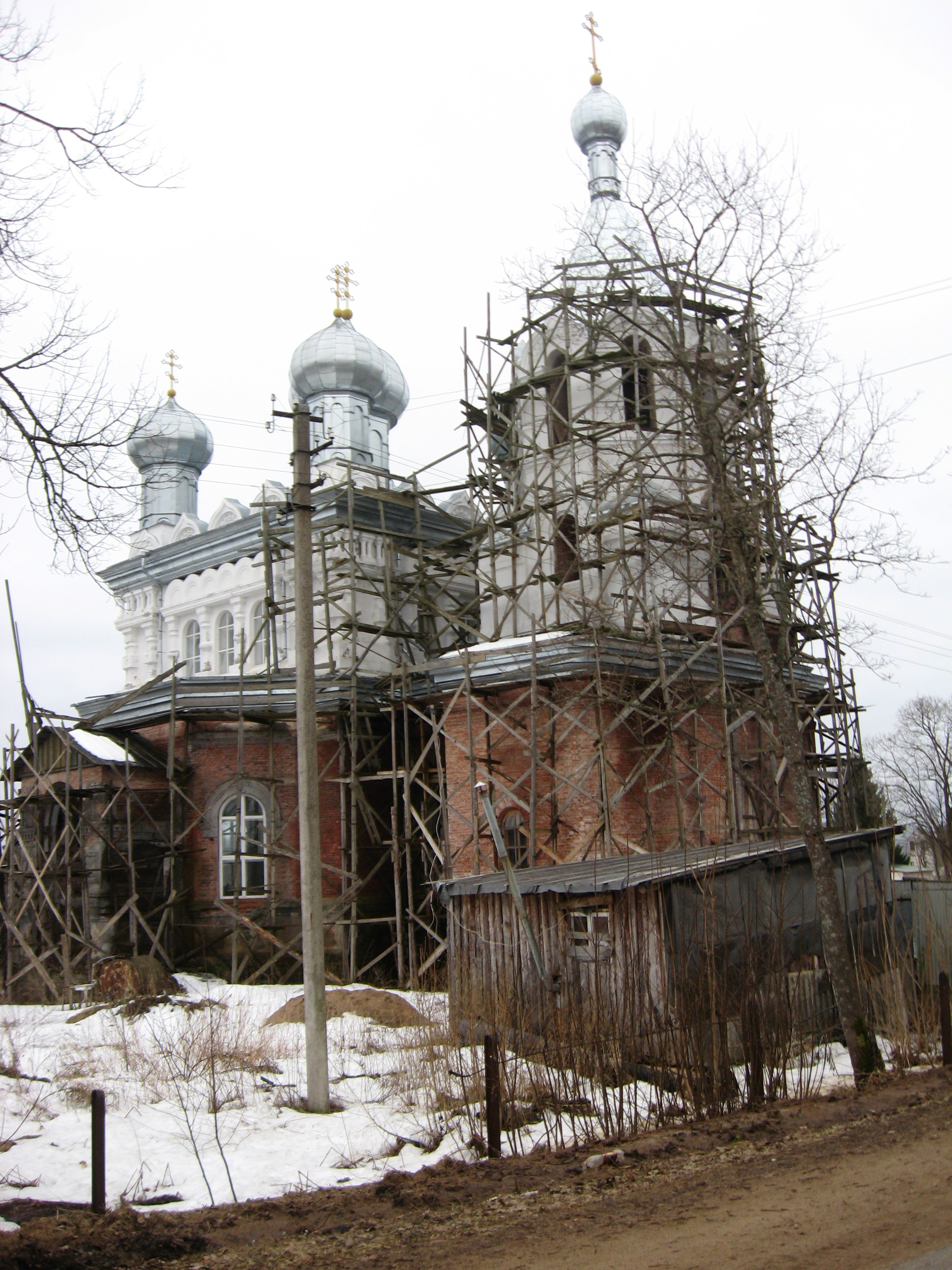
Церковь Иоанна Богослова. 2013 год

14 августа 1901 года губернские власти утвердили проект постройки церкви. Архитектор запланировал строительство пятиглавой церкви, с трапезной и двухъярусной шатровой колокольней. Автором проекта церкви в Ивановском считают Василия Антоновича Косякова, зодчего Синода. Строили храм на пожертвования крестьянина деревни Ветки Михаила Емельяновича Емельянова, а также при содействии Натальи Ивановны Гирс и местных крестьян. Гирс возглавила строительную комиссию и частично финансировала строительство. Однопрестольная церковь строилась четыре года. Постройка выполнена из красного кирпича и бетона.
Из-за отсутствия документов невозможно узнать сведения о дате закладки, ходе строительства церкви и кем она была освящена 27 июля 1905 года. Позже церковь была приписана к приходской церкви в Ястребине. Однако, поскольку число населения в селе быстро росло, Священный Синод 23 марта 1911 года открыл в нём отдельный приход. Первым настоятелем храма стал священник Павел Дмитровский (впоследствии архиепископ Таллинский Павел). Церковным старостой был назначен А. И. Николаев.
Перед войной в церкви располагался пост воздушного наблюдения Красной армии. После оккупации села 14 июля 1941 года месяц здесь стоял фронт, и в ходе боевых действий колокольня была разрушена. После войны храм продолжили разбирать на кирпич.
В 1998 году у храма водрузили деревянный крест, как символ начала эпохи восстановления храма.

### Часовня Живоначальной Троицы
В конце 1990-х гг. в Ивановском у местных жителей возникло желание восстановить храм. Была создана община. В мае 1998 года от завалов были расчищены стены храма. В 2000 году по инициативе Ивана Ивановича Фёдорова и Фёдора Егоровича Быстрова на кладбище была сооружена часовня в честь св. живоначальной Троицы, выстроенная местными жителями добровольно.
Часовню освятили в 2000 году. Богослужения стали регулярными с сентября 2001 года. Там служил протоиерей Виктор Осташевский. К 2002 году к часовне был пристроен алтарь.

### Ивановская ГЭС
Ещё в 1906 году в Ивановском на реке Хревице была построена плотина, энергия воды тогда использовалась для нужд мануфактуры помещиков Блоков, в частности — для привода машин чесального производства. Позже здесь была построена гидроэлектростанция. Её мощность доходила до 500 кВт, а работала она до 1974 года. Вновь запущена Ивановская ГЭС была в 1996 году (первая очередь — 50 кВт; вторая очередь — в 1999 году, 10 кВт). Ныне суммарная мощность ГЭС составляет 60 кВт. В здании ГЭС расположено два пропеллерных гидроагрегата, работающих при напоре 10 м — Пр50 и Пр10. ГЭС работает в интересах Лужского рыбзавода, к внешней сети не подсоединена. Высота плотины составляет 14 метров.

## Известные уроженцы
- Плешев, Иван Николаевич (1904—1968) — Герой Советского Союза (1945)

## Улицы
Заречная, Лесная, Молодёжная, Набережная, Озёрная.